# Alberto Caturelli
Alberto Caturelli  (Córdoba, 20 de maio de 1927 a 4 de outubro de 2016), filósofo e professor universitário argentino. Professor das Universidades de Córdoba, Buenos Aires e La Plata.

## Biografia
Alberto Caturelli nasceu em 1927 em Villa do Arroyito, para perto de a cidade de Córdoba, República Argentina.
Licenciado em Filosofia pela Universidade de Córdoba no ano 1949 e doutorado na mesma Universidade em 1953. Na histórica «Casa de Trejo» cumpriu uma longa carreira docente como professor, entre os anos 1953 e 1993. É professor de História da Filosofia Medieval e Pesquisador Superior do Conselho Nacional de Investigações Científicas e Técnicas (CONICET), o principal organismo dedicado à promoção da ciência e a tecnologia na Argentina, a cuja vida institucional esteve vinculado muitos anos.
Recebeu o Prêmio Nacional de Filosofia, província de Santa Fé, (1965 a 1970), o Prêmio Consagración Nacional de Filosofia (1983), o Prêmio Internacional de Filosofia "Michele F. Sciacca", Itália (1987).
Foi nomeado doutor honoris causa de várias universidades (Universidade de Génova, Itália; Universidade Popular Autónoma do Estado de Povoa, México; Universidade John F. Kennedy e Universidade FASTA, Argentina, entre outras) e membro de redação de revistas filosóficas argentinas e estrangeiras.
Foi membro honorário da Pontifícia Academia para a Vida. Ademais teve uma ampla participação na vida cultural da Igreja Católica.

## Obra
- Croce y la metafísica de la libertad (1955).
- Caturelli, Alberto (1977). La filosofía. [S.l.]: Editorial Gredos. ISBN 978-84-249-2135-4[2][3]
- América bifronte. [S.l.]: Troquel. ISBN 978-950-16-4201-8[4][5]
- El concepto cristiano de patria. [S.l.]: Fund. Arché. ISBN 978-950-9158-09-2
- El abismo del mal. [S.l.]: Gladius. ISBN 978-950-9674-91-2
- Historia de la filosofía en la Argentina 1600-2000. [S.l.]: Ciudad Argentina. ISBN 978-987-507-199-5
- La historia interior. [S.l.]: Gladius. ISBN 978-950-9674-67-7
- La Iglesia católica y las catacumbas de hoy. [S.l.]: Gladius. ISBN 978-950-9674-80-6
- La Libertad. [S.l.]: Centro de Estudios Filosóficos. ISBN 978-987-96546-0-6
- El Nuevo Mundo. El descubrimiento, la conquista y la evangelización de América y la cultura occidental. [S.l.]: Santiago Apóstol. ISBN 978-987-1042-06-7
- La Patria y el orden temporal, el simbolismo de las Malvinas. [S.l.]: Gladius. ISBN 978-950-9674-17-2